# مركز خليج شنجن الرياضي
مركز خليج شنجن الرياضي هو ملعب/مجمّع رياضي متعدد الاستخدامات يقع في مدينة شنجن، الصين. يُستخدم غالبًا لاستضافة منافسات كرة القدم، السباحة، وتنس الطاولة.
يتكون المبنى من ثلاث صالات رياضية، وحمام سباحة، وملعب متعدد الاستخدامات، جميعها متصلة في مبنى واحد متكامل.